# 荻伏站
荻伏站（日语：／ Ogifushi eki */?）位於日本北海道浦河郡浦河町荻伏町元浦河，是北海道旅客鐵道（JR北海道）日高本線上的站。電報略號是。
名稱源自阿伊努語的「o-ni-us-i」，意思為下游處有樹木生長的河流。

## 車站構造
側式月台1面1線的地面站。沒有站房，只有一座由守車改造而來的候車室。

## 車站周邊
離荻伏市區有一段距離。
- 北海道道348號野深荻伏停車場線、北海道道384號荻伏停車場線
- 浦河町公所荻伏支所
- 浦河警察署荻伏派出所
- 荻伏郵局
- 日高東農業協同組合（JA日高東）荻伏事業所
- 日高中央漁業協同組合荻伏支所
- JR北海道巴士「荻伏站前」站牌
- 浦河町立荻伏中學

## 歷史
- 1935年（昭和10年）10月24日 - 設立。
- 1977年（昭和52年）2月1日 - 廢止貨物和行李處理的業務。
- 1987年（昭和62年）4月1日 - 國鐵分割民營化後成為北海道旅客鐵道（JR北海道）轄下的車站。
- 2011年（平成23年）5月 - 終止簡易委託。
- 2015年（平成27年）1月8日：厚賀站 - 大狩部站之間路段因大浪受損而暫停行駛列車，由公車代替行駛[2]。
- 2021年（令和3年）4月1日 - 廢站[3]。

## 相鄰車站

### 廢除路線
北海道旅客鐵道（JR北海道）
日高本線
本桐－荻伏－繪笛

## 相關項目
- 日高本線
- 日本鐵路車站列表

## 外部連結
- （日語）全驛參觀之旅 （页面存档备份，存于）